# Шевченківська сільська рада (Решетилівський район)
Шевченківська сільська рада — адміністративно-територіальна одиниця у Решетилівському районі Полтавської області з центром у c. Шевченкове.
Населення — 1462 особи.

## Населені пункти
Сільраді були підпорядковані населені пункти:
- c. Шевченкове
- с. Дружба
- с. Капустяни
- с. Шамраївка